# 34854 Paquifrutos
34854 Paquifrutos este un asteroid din centura principală de asteroizi.

## Descriere
34854 Paquifrutos este un asteroid din centura principală de asteroizi. A fost descoperit pe 13 octombrie 2001 la Pla D'Arguines de Rafael Ferrando. Asteroidul prezintă o orbită caracterizată de o semiaxă mare de 3,14 ua, o excentricitate de 0,20 și o înclinație de 16,3° în raport cu ecliptica.